# 久喜筑波鉄道
久喜筑波鉄道（くきつくばてつどう）は、大正末期、東北本線・東武鉄道久喜駅から幸手（東武日光線は当時未開通で1929年に開通）、北葛飾郡上高野村（現在の幸手市・北葛飾郡杉戸町の一部）、千葉県東葛飾郡関宿町（現在の千葉県野田市）までの間に計画された地方鉄道路線。昭和恐慌と資金難、二度にわたる工事延期により未完で終わる。埼玉県道幸手久喜線の一部が久喜筑波鉄道の鉄道用地だった。

## 歴史
常武電気鉄道株式会社として設立以降代表が毎年かわっていた。1928年度藤波龍世、1929年度上條信、1930年度奥村競、1931年度徳永惣右衛門、1932-33年度武島長次郎、1934年度久喜筑波鉄道社名変更後になり藤波龍世に落ち着いた。
- 1926年（大正15年）7月17日 - 鉄道免許状下付[4]。
- 1927年（昭和2年）11月 - 常武電気鉄道株式会社設立。本社所在地は久喜に置いた[5]。
- 1931年（昭和6年）5月25日 - 昭和恐慌により工事が遅れる。鉄道省に工事着手延期の旨の届を提出。
- 1933年（昭和8年）5月30日 - 臨時株主総会で開業時の経営陣刷新。この時に久喜筑波鉄道と社名変更、本社を東京へ移す[6]。新経営陣に明治期の伝説の相場師、鈴木久五郎を相談役に据えた。
- 1934年（昭和9年）10月15日 - 再び、工事着手延期の旨の届を提出。
- 1935年（昭和10年）1月19日 - 鉄道免許取消及失効[7]。